# 止め結び

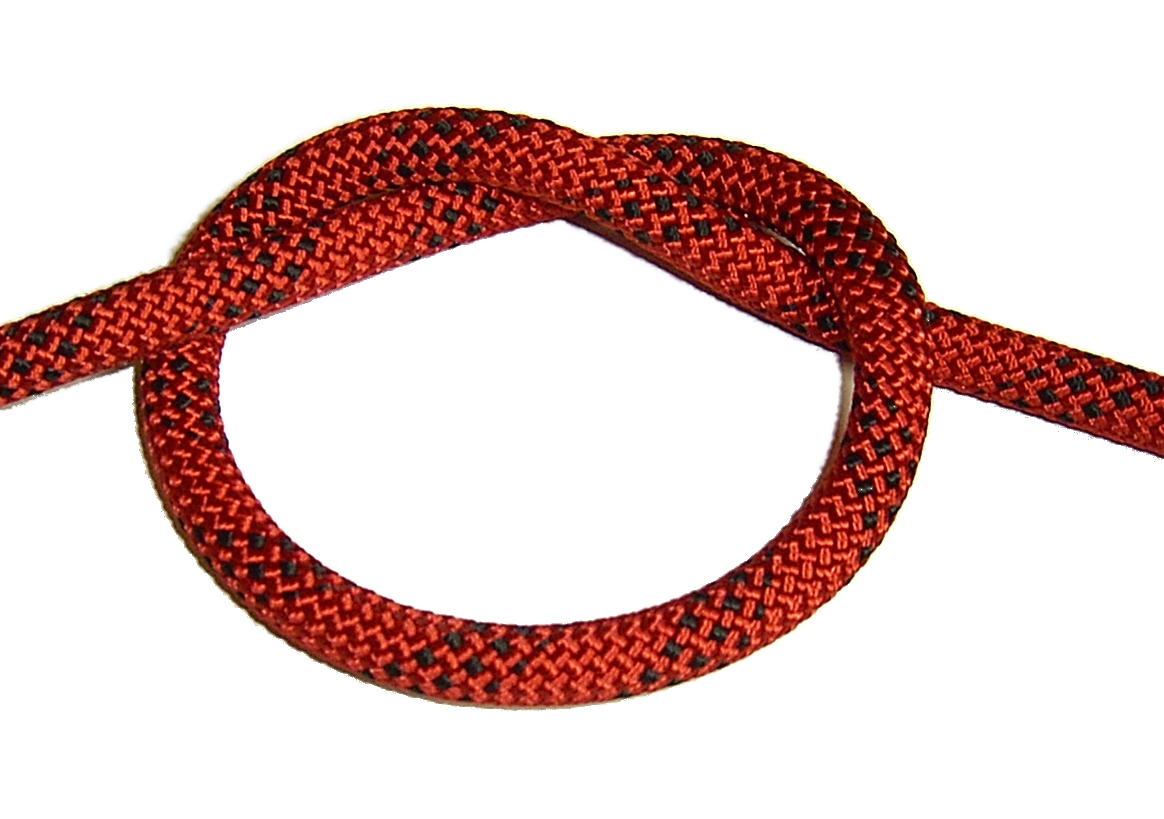
止め結び

止め結び（とめむすび、英: Overhand knot）とは、ロープの中ほどにこぶをつくる結び方（ストッパー・ノット）のひとつ。一重結び（ひとえむすび）ともいう。結び目理論における三葉結び目と同じ結び目である。世界最古の結びとして紹介されることもある。
止め結びという用語は、ストッパー・ノット全般を表す言葉として使用されることもある。

## 結び方

止め結びの結び方

止め結びは、ロープの結び目を作りたい位置に小さい輪（ループ）をつくり、動端をそのループに一度通してから引き締めることによって得られる（ただし動端を通すとき上下を誤ると結び目にならない）。
止め結びはロープ自身を芯とみなしてひと結びを施したものと解釈することもできる。ただしここでいうひと結びとは「交点に荷重がかかるように芯に一重の巻きを施すこと」という意味である。
また、なんらかの芯にロープをかけた上でそのロープに止め結びを施すことによって、ヒッチ（芯にロープを結びつける結び方）として使うこともできる。このヒッチのことをひと結びというが、これは前の段落でのひと結びとは意味が異なる。さらに、このヒッチを止め結びと表現することもある。ヒッチとしての止め結びから芯を引き抜けばストッパー・ノットとしての止め結びになることになる。
正確には、止め結びには左回りと右回りの2種類があり、これらは結び目として異なる（つまりいったん解かないかぎり一方から他方へ変形することはできない）。同じ向きの止め結びを2回繰り返すと縦結びになり、異なる向きの止め結びを2回繰り返すと横結びになる（本結び#横結びと縦結びを参照）。

## 特徴・用途

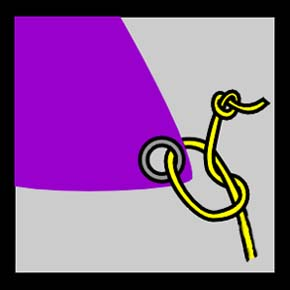
ストッパーとしての止め結び

ストッパー・ノットとして、ロープを引っ張るときの握り手として活用したり、ロープが穴から滑りぬけるのを防いだりすることができる。例えば滑車の滑り止めにしたり、フライフィッシングでリーダーリンクにフライラインとリーダーを結びつけるときなどに使うことができる。ただし止め結びによるこぶは小さいので、大きい穴に対するストッパーが必要なときはより大きなこぶになる別のストッパー・ノットを使う必要がある。また、ロープの端の近くに止め結びを施すことによって末端処理に使うこともできる。
結びの中では強度が低く、結んでいないロープの40-45%程度とされる。結ぶとき最後に動端をループから完全に引き出さず、いわゆる引き解けの状態にしておけば強度は少し大きくなり45-50%となる。
止め結びには、きつく締めてしまうと解くのが難しいという欠点がある。特に水に濡れるとほどけにくくなる。
額田巌の研究によれば、止め結びは日本において犯罪に使われる結びの中で最も高い割合（全体の29%）を占めるとされる。
滑り止めなどのため、1本のロープに等間隔に複数の止め結びをつくるための一重続き結びという方法もある。

## デザインとしての止め結び
ドイツの町ヴァイスドルフやイギリスのキール大学の紋章には止め結びがあしらわれている。また、止め結びをかたどった彫刻作品も制作されている。

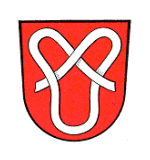
ヴァイスドルフの紋章
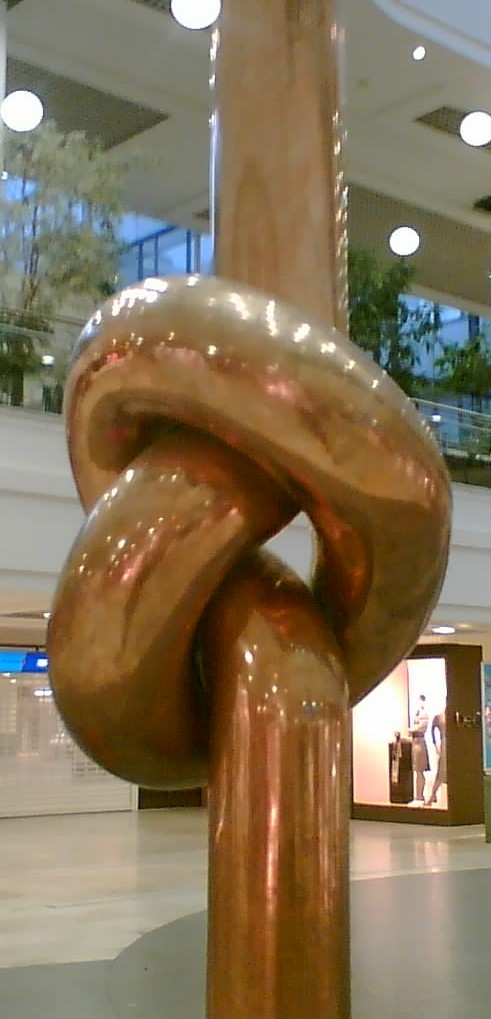
止め結び状の彫刻

## 関連する結び目
変形止め結び
止め結びをつくるとき、ループに動端を1回通すのではなく複数回通してつくった結び目を多重止め結び（Multiple overhand knot）・変形止め結び・複一重結びなどという。特にループに動端を2回通したものを固め止め結びという。
二重止め結び
2つ折りにしたロープに対して止め結びを施してできる結び。
止め継ぎ結び
止め結びを使って2本の紐を結ぶ方法。